# Aleksandr Taràssov (pentatleta modern)
Aleksandr Taràssov   (Moscou, 23 de març de 1927 - Sant Petersburg, 16 de juny de 1984) fou un pentatleta rus que va competir sota bandera de la Unió Soviètica durant la dècada de 1950.
El 1956 va prendre part en els Jocs Olímpics de Melbourne, on disputà dues proves del programa de pentatló modern. Junt a Igor Novikov i Ivan Deryugin guanyà la medalla d'or en la competició per equips, mentre en la competició individual fou vuitè.
En el seu palmarès també destaquen tres medalles d'or, una de plata i dues de bronze al Campionat del món de pentatló modern. El 1958 guanyà el seu únic campionat soviètic individual. El 1960 es va retirar per culpa d'una lesió patida durant un entrenament. Posteriorment va exercir d'entrenador.